# Szczepan Wesoły
Szczepan Wesoły (* 16. Oktober 1926 in Katowice; † 28. August 2018 in Rom) war ein polnischer Geistlicher und römisch-katholischer Weihbischof in Gniezno.

## Leben
Szczepan Wesoły wurde anfangs des Zweiten Weltkriegs als Jugendlicher in die Deutsche Wehrmacht eingezogen, zunächst an die Westfront, später als Funker in Algerien und Italien.
Nach Kriegsende begann er eine Ausbildung an der Päpstlichen Universität Gregoriana. Der Kardinalpräfekt der Religiosenkongregation, Valerio Valeri, spendete ihm am 18. September 1949 die Priesterweihe. Er war in der Seelsorge polnischer Einwanderer in Italien tätig. Von 1962 bis 1965 leitete er die slawische Abteilung der Pressestelle des Sekretariats des Zweiten Vatikanischen Konzils. 1967 wurde er Leiter des Zentralen Einwanderungs-Pastoralzentrums in Rom.
Papst Paul VI. ernannte ihn am 11. Dezember 1968 zum Weihbischof in Gniezno und Titularbischof von Dragonara. Der Erzbischof von Gnesen und Warschau, Stefan Kardinal Wyszyński, spendete ihm am 7. Februar 1969 in seiner privaten Kapelle die Bischofsweihe; Mitkonsekratoren waren Herbert Bednorz, Weihbischof in Katowice, und Władysław Rubin, Generalsekretär der Bischofssynode. 
Bis 1980 war er für Władysław Kardinal Rubin, den Beauftragten des Primas von Polen für die Seelsorge an den polnischen Auswanderern tätig. Am 7. Februar 1994 wurde er durch Papst Johannes Paul II. zum Titularerzbischof pro hac vice von Dragonara ernannt und wurde selbst zum Beauftragten des Primas von Polen für die Seelsorge an den polnischen Auswanderer ernannt. Am 8. April 2003 nahm Papst Johannes Paul II. sein altersbedingtes Rücktrittsgesuch an; er lebte bis zum Tode in Rom.
Er war Ehrenbürger von Katowice sowie Träger des Großkreuzes des Orden Polonia Restituta. Am 5. Mai 2018 wurde Szczepan Wesoły von dem Präsidenten der Republik Polen, Andrzej Duda, mit dem Orden des Weißen Adlers, der höchsten polnischen Auszeichnung, „in Anerkennung seiner herausragenden Verdienste für die Förderung der polnischen und patriotischen Haltung der polnischen Emigranten in der Welt, für die pastorale Arbeit und für die Vereinigung der Generationen im Geiste der christlichen Werte“ geehrt.